# 이말년씨리즈
이말년씨리즈는 이말년이 네이버와 야후! 코리아에 연재한 웹툰이다.

## 두덕리 온라인
다음은 이말년시리즈에 나온 두덕리 온라인의 줄거리다.

게임 회사 외길게임은 과거 수많은 명작을 낳았지만 현재는 기업의 생사도 불투명하다. 회사를 살리기 위해 회의를 하던 중, 한 임원이 기발한 아이디어를 낸다. 그건 바로 농촌을 체험할 수 있는 온라인 게임을 만들자는 것이다.
그 임원은 '똑같은 렙업 노가다','어디서 본 듯한 몹 디자인','고게 고거인 스킬과 직업시스템'이 판치는 현 RPG게임 실태를 비판하며 게임의 본래 목적인 '가상의 삶 체험'을 달성하자며 농촌 체험 게임을 만들자고 주장한다.
이 발언은 많은 지지를 받아 곧 두덕리라는 마을이 배경인 두덕리온라인을 개발하고, 2년 뒤, 정식 서비스를 시작한다. 그러나 소 여물을 쑤기 위해 30분간 마우스를 휘저어야 하는 등, 불필요한 리얼리티로 인해 사용자의 외면을 받는다.
만화의 마지막에는 외길게임이 망했음을 암시하는 장면이 나온다.

### 특징
- 캐릭터는 모두 할머니나 할아버지다. (이촌 향도 현상 때문이라고 밝힘.)
- 캐릭터의 이름은 선택 불가. 실제 주민들의 이름 중 무작위로 선택된다.
- 소죽을 끓이는 퀘스트의 경우, 실제로 30분 이상 마우스를 돌려야 한다. 소죽을 끓이는 타이밍을 잘못 맞추면 타서 못쓰게 된다.
- 캐릭터가 여자면, 일정 시간마다 남편에게 막걸리를 사 주어야 한다. 그렇지 않으면 남편이 구타하여 사망한다. 단, 부부사이에 금슬이 좋으면 그렇지 않아도 된다.
- 사망한 캐릭터는 마을회관에서 부활할 수 있다. 부활하면, 후유증으로 골다공증에 걸려 이동속도가 70% 떨어진다.

### 반응
두덕리온라인 편은 나오자마자 첫 주에만 댓글이 1만 5천건을 넘는 등 폭발적인 인기를 받았다. 게다가 두덕리 온라인 팬카페가 생기는가 하면, 실제 개발 움직임을 보이기도 했다. 한편, 게이머들이 단 재치있는 답글들이 눈길을 끌기도 했다.
게임스팟은 두덕리온라인 열풍을 매번 똑같은 게임만 나오는 현실에 질린 네티즌들이 공감한 것이라며, '기존 게임 개발사들에게 보내는 경고'라 평가했다.